# Marley (film)
Marley è un documentario del 2012 diretto da Kevin Macdonald che racconta la vita di Bob Marley, icona della musica reggae.
Un viaggio nella sua vita privata raccontato attraverso immagini inedite, cui si intrecciano quelle dei concerti più importanti.
Marley è il primo documentario sulla vita di Bob Marley autorizzato dalla famiglia Marley ed è stato distribuito nelle sale italiane da Lucky Red per un solo giorno, il 26 giugno 2012.

## Trama
Il film ripercorre la vita di una delle icone del XX secolo più importanti e più amate: Bob Marley. Il fascino universale di Bob Marley, il suo impatto sulla storia della musica e il suo ruolo di profeta politico e sociale restano ineguagliati. La sua musica e il suo messaggio trascendono le barriere culturali, linguistiche e religiose, echeggiando ancora oggi in tutto il mondo, con la stessa forza di quando lui era ancora in vita. Solo pochissimi musicisti hanno avuto un impatto così forte sulla cultura e Bob Marley, nonostante la breve vita, è tra questi.
Kevin Macdonald, uno tra i più esperti documentaristi e filmmaker della nuova generazione, ha realizzato un film che può essere considerato il documento filmato ufficiale su Bob Marley, sulla sua vita e sulla sua rilevanza internazionale. Le riprese hanno avuto luogo in posti lontani tra loro come il Ghana, il Giappone e la Gran Bretagna, oltre che nella Giamaica di Bob e negli Stati Uniti, e rappresenta un vero evento perché per la prima volta la famiglia di Bob ha autorizzato l'utilizzo dei propri archivi privati.
Macdonald, lavorando assieme alla famiglia Marley, a Chris Blackwell e a Steve Bing, ha diretto il film destinato a diventare il più importante documentario autorizzato sulla vita, l'influenza e l'impatto globale esercitati da uno dei più importanti cantanti, compositori, musicisti e attivisti della storia: Bob Marley.

## Promozione
Il 24 maggio 2012 è stato diffuso online il trailer italiano del film.
Presentato al Festival di Berlino, il film è arrivato nelle sale italiane il 26 giugno 2012, per un evento di un solo giorno, distribuito da Lucky Red. Negli USA, il film è uscito in alcuni cinema selezionati il 20 aprile 2012.